# Decade (album)
Albums de Neil Young
American Stars 'n Bars
(1977) Comes a Time
(1978)
Decade est la première anthologie du chanteur et guitariste américano-canadien Neil Young sortie sous la forme d'un triple album vinyle le 28 octobre 1977. Il s'agit d'une compilation couvrant la période de 1966 à 1976 et comportant 35 titres dont 6 inédits. L'album est produit et réalisé par Young lui-même.

## Titres

### Disque 1
1. Down to the Wire (Neil Young) - 02:25.
Enregistré par Buffalo Springfield & Dr. John, inédit. La chanson figurait sur le deuxième album de Buffalo Springfield, Stampede (1967). Atco, le label de la compagnie Atlantic rejeta le disque achevé et demanda au groupe d'enregistrer d'autres chansons. Le disque restera mythique car jamais paru.
2. Burned (Neil Young) - 02:14
Sur le premier album de Buffalo Springfield Buffalo Springfield, janvier 1967. Musiciens : Neil Young (piano et voix), Bruce Palmer (basse), Stephen Stills (guitare), Richie Furay (guitare), Dewey Martin (batterie). Il s'agit du premier titre « chanté » enregistré par Young en 1966.
3. Mr. Soul (Neil Young) - 02:35
Sur le deuxième album de Buffalo Springfield Buffalo Springfield Again, novembre 1967. Enregistrement public à New York City. Musiciens : Neil Young (guitare et voix), Stephen Stills (guitare et voix), Richie Furay (guitare et voix).
4. Broken Arrow (Neil Young) - 06:13
Sur le troisième et dernier album de Buffalo Springfield Buffalo Springfield Again. Musiciens : Neil Young (guitare et voix), Richie Furay (guitare et voix), Don Randi (piano), Stephen Stills (guitare), Dewey Martin (batterie), Bruce Palmer (basse), Chris Hillman (guitare).
5. Expecting to Fly (Neil Young) - 03:39
Sur l'album Buffalo Springfield Again. Musiciens : Neil Young (guitare et voix), Jack Nitzsche (piano électrique), Richie Furay (voix), Don Randi (piano).
6. Sugar Mountain (Neil Young) - 05:45
Inédit. Enregistré après la séparation de Buffalo Springfield. N'est jamais paru sur un album.
7. I Am a Child (Neil Young) - 02:15
Sur l'album de Buffalo Springfield Last Time Around, août 1968.
8. The Loner (Neil Young) - 03:55
Sur l'album Neil Young, janvier 1969. Musiciens : Neil Young (guitare et voix), Jim Messina (basse), Jack Nitzsche (piano), George Grantham (batterie), Ry Cooder (arrangements).
9. The Old Laughin Lady (Neil Young) - 05:53
Sur l'album Neil Young. Musiciens : Neil Young (guitare et voix), Jim Messina (basse), Jack Nitzsche (piano), George Grantham (batterie), Ry Cooder (arrangements).
10. Cinnamon Girl (Neil Young) - 02:58
Sur l'album Everybody Knows This Is Nowhere, mai 1969. Musiciens : Neil Young (guitare et voix) ; Crazy Horse : Billy Talbot (basse et voix), Danny Whitten (guitare), Ralph Molina (batterie).
11. Down by the River (Neil Young) - 09:13
Sur l'album Everybody Knows This Is Nowhere. Musiciens : Neil Young (guitare et voix) ; Crazy Horse : Billy Talbot (basse et voix), Danny Whitten (guitare), Ralph Molina (batterie).
12. Cowgirl in the Sand (Neil Young) - 10:30
Sur l'album Everybody Knows This Is Nowhere. Musiciens : Neil Young (guitare et voix) ; Crazy Horse : Billy Talbot (basse et voix), Danny Whitten (guitare), Ralph Molina (batterie).
13. I Believe in You (Neil Young) - 02:24
Sur l'album After the Gold Rush, septembre 1970. Musiciens : Neil Young (guitare, harmonica, piano, vibraphone et chant) ; Crazy Horse : Billy Talbot (basse), Danny Whitten (guitare), Ralph Molina (batterie) ; et Nils Lofgren (piano, chant), Jack Nitzsche (piano), Greg Reeves (basse), Stephen Stills (chant).
14. After the Gold Rush (Neil Young) - 03:45
 Sur l'album After the Gold Rush. Musiciens : Neil Young (guitare, harmonica, piano, vibraphone et chant) ; Crazy Horse : Billy Talbot (basse), Danny Whitten (guitare), Ralph Molina (batterie) ; Nils Lofgren (piano, chant), Jack Nitzsche (piano), Greg Reeves (basse), Stephen Stills (chant).
15. Southern Man (Neil Young) - 05:41
Sur l'album After the Gold Rush. Musiciens : Neil Young (guitare, harmonica, piano, vibraphone et chant) ; Crazy Horse : Billy Talbot (basse), Danny Whitten (guitare), Ralph Molina (batterie) ; et Nils Lofgren (piano, chant), Jack Nitzsche (piano), Greg Reeves (basse), Stephen Stills (chant).
16. Helpless (Neil Young) - 03:33
Sur l'album Déjà vu de Crosby, Stills, Nash and Young, mars 1970. Musiciens de l'album : David Crosby (guitare, chant), Stephen Stills (guitare, basse, claviers, chant), Graham Nash (guitare, claviers, chant), Neil Young (guitare, harmonica, piano, chant), et Jerry Garcia (guitares), Greg Reeves (basse, percussions), John Sebastian (harmonica), Dallas Taylor (percussion, batterie).

### Disque 2
1. Ohio (Neil Young) - 03:34
Sur l'album 4 Way Street de Crosby, Stills, Nash and Young, avril 1971. Ce titre a été enregistré lors de la tournée de CSN&Y. Il a été inspiré par le meurtre de quatre étudiants du campus de Kent, Ohio, par des policiers lors d'une manif le 4 mai 1970. « J'avais le Time sous le nez, ouvert sur la photo de cette fille hébétée devant le cadavre d'un étudiant couvert de sang. C'était sous mes yeux, je n'ai eu qu'à transcrire »[1]. Ce témoignage de Neil Young est une charge farouche contre Nixon lors de la guerre au Vietnam. La chanson fut écrite et enregistrée le jour même. C'est la première protest song de Neil Young et l'une des plus belles chansons de CSN&Y.
2. Soldier (Neil Young) - 02:28
Il s'agit de la seule chanson originale de l'album Journey Through The Past de 1972.
3. Old Man (Neil Young) - 03:22
Sur l'album Harvest, février 1972. Musiciens : Neil Young (voix, guitare, harmonica) ; The Stray Gators : Ben Keith (guitare), Kenny Buttrey (batterie), Tim Drummond (basse); et Linda Ronstadt (chœur), James Taylor (chœur).
4. A Man Needs a Maid (Neil Young) - 04:00
Sur l'album Harvest. Musiciens : Neil Young (voix, guitare, harmonica) avec Le London Symphony Orchestra et Jack Nitzsche (piano, guitare et arrangements).
5. Harvest (Neil Young) - 03:03
Sur l'album Harvest. Musiciens : Neil Young (voix, guitare, harmonica) avec The Stray Gators : Ben Keith (guitare), Kenneth Buttrey (batterie), Tim Drummond (basse) et John Harris (piano).
6. Heart of Gold (Neil Young) - 03:05
Sur l'album Harvest. Musiciens : Neil Young (voix, guitare, harmonica) et The Stray Gators : Ben Keith (guitare), Kenneth Buttrey (batterie), Tim Drummond (basse), Linda Ronstadt (chœur), James Taylor (chœur).
7. Star of Bethleem (Neil Young) - 02:42
Sur l'album American Stars 'n Bars, juin 1977. Musiciens : Neil Young (guitare, harmonica et voix), Emmylou Harris (voix), Ben Keith (dobro et voix), Tim Drummond (basse), Karl T. Himmel (batterie).
8. The Needle and the Damage Done (Neil Young) - 02:00
Sur l'album Harvest. Musicien : Neil Young (voix, guitare et harmonica).
9. Tonight's the Night (Part 1) (Neil Young) - 04:39
Sur l'album Tonight's the Night, juin 1975. Musiciens : Neil Young (voix, piano, guitare, harmonica et harpe) ; Crazy Horse : Ralph Molina (batterie, voix) et Billy Talbot (basse) ; Ben Keith (guitares, voix) ; Nils Lofgren (guitare, piano, voix).
10. Tired Eyes (Neil Young) - 04:38
Sur l'album Tonight's the Night. Musiciens : Neil Young (voix et guitare) ; Crazy Horse : Ralph Molina (batterie et voix) et Billy Talbot (basse) ; Ben Keith (guitare et voix) ; Nils Lofgren (piano et voix).
11. Walk On (Neil Young) - 02:40
Sur l'album On the Beach, juillet 1974. Musiciens : Neil Young (voix et guitare) ; Crazy Horse : Ralph Molina (batterie et voix) et Billy Talbot (basse) ; des Stray Gators : Ben Keith (guitare et voix).
12. For the Turnstiles (Neil Young) - 03:13
Sur l'album On the Beach. Musiciens : Neil Young (voix et banjo) ; des Stray Gators : Ben Keith (dobro et voix).
13. Winterlong - 03:05
Inédit. On en retrouve une version « primitive » avec Crazy Horse sur l'album Live at the Fillmore East enregistré en 1970 mais paru en 2006.
14. Deep Forbidden Lake - 03:39
Inédit.
15. Like a Hurricane (Neil Young) - 08:20
Sur l'album American Stars 'n Bars. Musiciens : Neil Young (guitare et chant) ; Crazy Horse : Billy Talbot (basse), Frank Sampedro (guitare), Ralph Molina (batterie).
16. Love Is a Rose (Neil Young) 02:16
Le titre fut composé en 1974 pour l'album Homegrown qui n'est jamais paru. Linda Ronstadt reprit la chanson dans son album Prisoner in Disguise en 1975.
17. Cortez the Killer (Neil Young) - 07:29
Sur l'album Zuma, novembre 1975. Musiciens : Neil Young (guitare et voix) ; Crazy Horse : Billy Talbot (basse et voix), Frank Sampedro (guitare), Ralph Molina (batterie).
18. Campaigner (Neil Young) - 03:52
Inédit. Il s'agit d'une nouvelle critique contre Richard Nixon.
19. Long May You Run (Neil Young) - 03:48
Mixage original avec Crosby, Stills, Nash and Young qui participèrent au complet à l'enregistrement, avant que Stephen Stills n'enlève Crosby et Nash sur la version définitive de l'album éponyme Long May You Run de  The Stills-Young Band en 1976.

## Charts et certifications
Charts
| Pays                                 | Durée du classement | Meilleur classement | Date             |
| ------------------------------------ | ------------------- | ------------------- | ---------------- |
| Canada (RPM)                         | 5 semaines          | 47e                 | 14 janvier 1978  |
| États-Unis (Billboard 200)           | 18 semaines         | 43e                 | 24 décembre 1977 |
| Finlande (Suomen virallinen lista)   | 1 semaine           | 40e                 | 2 avril 2007     |
| Italie (FIMI)                        | 1 semaine           | 38e                 | 1er février 2001 |
| Norvège (VG-lista)                   | 3 semaines          | 28e                 | 19 juin 2000     |
| Nouvelle-Zélande (RMNZ Albums Top40) | 4 semaines          | 34e                 | 12 février 1978  |
| Royaume-Uni (UK Albums Chart)        | 4 semaines          | 46e                 | 11 décembre 1977 |

Certifications
| Pays        | Certification | Ventes      | Date             |
| ----------- | ------------- | ----------- | ---------------- |
| Australie   | Platine       | 70 000 +    | 7 juin 1999      |
| États-Unis  | Platine       | 1 000 000 + | 22 décembre 1986 |
| Royaume-Uni | Platine       | 300 000 +   | 28 mai 2010      |

## Citation
« Decade est un bon album. Voilà enfin un disque qui me ressemble, un recueil de chansons où l'on peut ressentir un véritable point de vue. Il y a des angles, des pièces rapportées, d'autres que nous avons volontairement écartées. Ce n'est pas une histoire plate. »

— Neil Young, Pleine Lune, Interview de Nick Kent (Inrockuptibles 12/1992)